# 塔博里
50°16′42″N 27°35′51″E / 50.27833°N 27.59750°E
塔博里（烏克蘭語：Табори），是烏克蘭北部的村莊，隸屬日托米爾州的茲維亞赫爾區。該村面積14平方公里，海拔高度226米，2001年人口438，人口密度每平方公里31.28人。